# 傑尼索夫區
52°26′23″N 61°44′24″E / 52.43972°N 61.74000°E

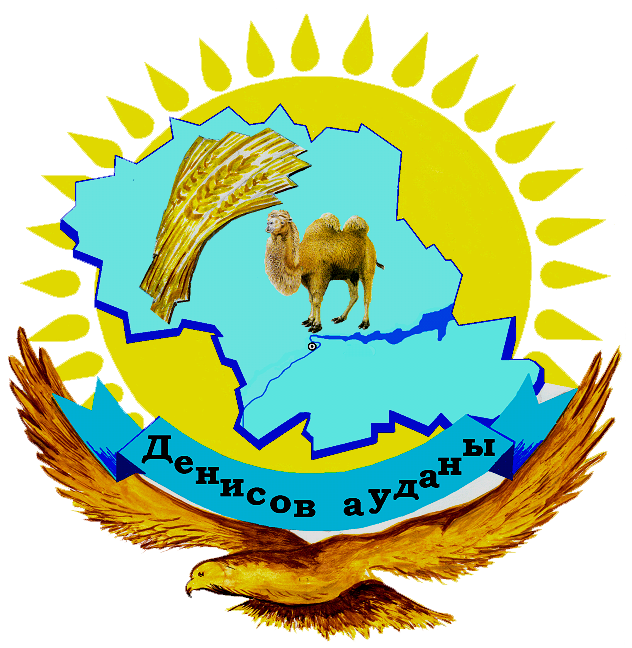

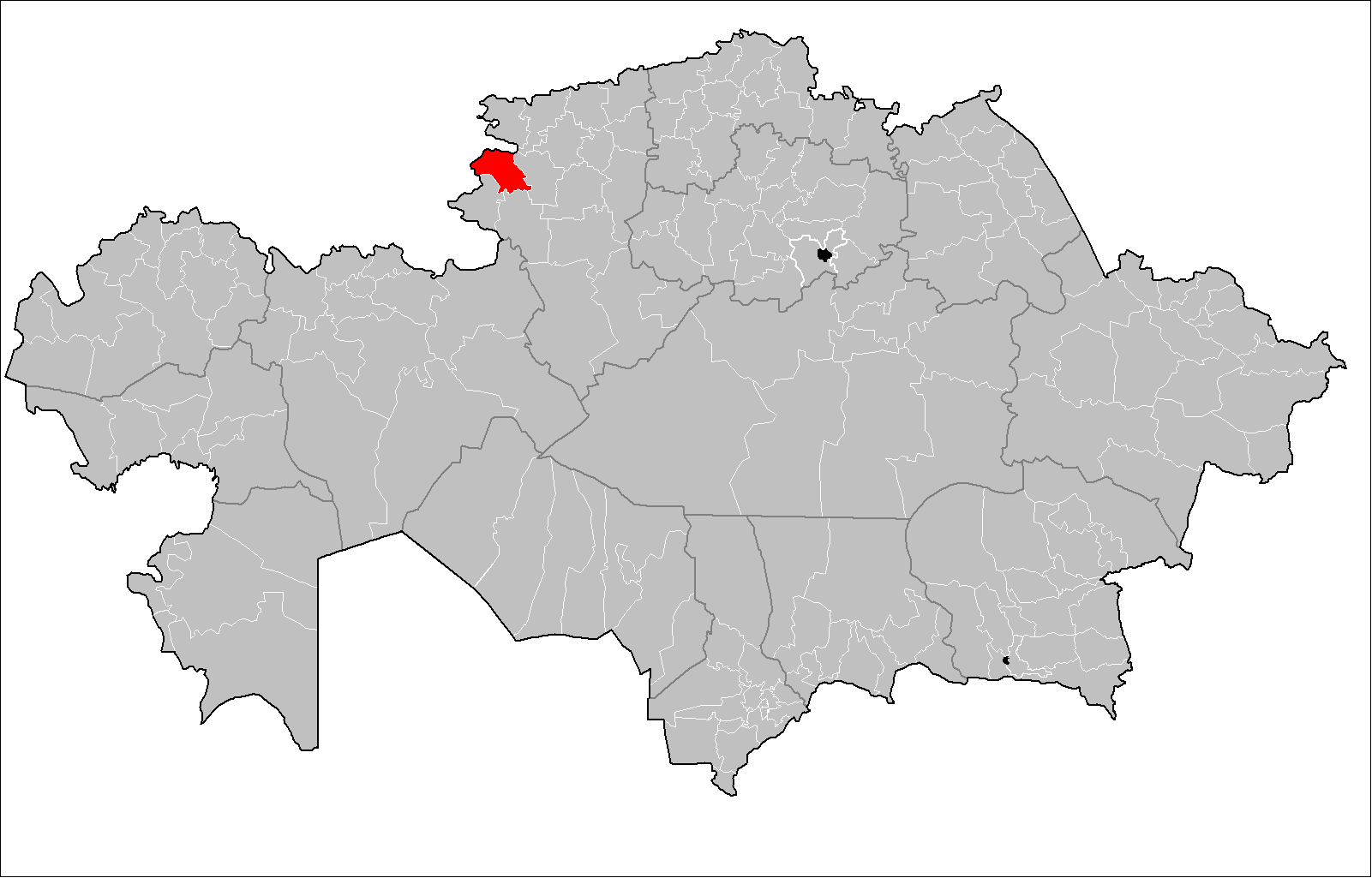

傑尼索夫區是哈薩克斯坦的行政區，位於該國北部，由庫斯塔奈州負責管轄，首府設於傑尼索夫卡，始建於1938年，面積6,700平方公里，2016年人口19,504。